# 条纹正钳蝎
条纹正钳蝎（学名：Mesobuthus eupeus）也称条斑钳蝎，钳蝎科正钳蝎属的模式种，广泛分布于从土耳其至中国西北地区的荒漠和半荒漠环境中。
在中国，条纹正钳蝎于2023年被收录入《有重要生态、科学、社会价值的陆生野生动物名录》。